# Yvonand
Yvonand är en ort och kommun i distriktet Jura-Nord vaudois i kantonen Vaud, Schweiz. Kommunen har 3 536 invånare (2023).
Kommunen ligger vid Neuchâtelsjön.